# Lonnerstadt
Lonnerstadt ist ein Markt im Landkreis Erlangen-Höchstadt (Mittelfranken, Bayern) und ein Mitglied der Verwaltungsgemeinschaft Höchstadt an der Aisch.

## Geografie

### Topografie
Der Hauptort liegt an der Kleinen Weisach, die als rechter Zufluss in die Aisch mündet. Ihr Verlauf ist weitestgehend identisch mit der östlichen Gemeindegrenze. Das Gemeindegebiet besteht größerenteils aus Acker- und Grünland, im Westen wie im Norden hat es Anteil an größeren, zusammenhängenden Waldgebieten. Das Relief ist flachhügelig mit Höhenunterschieden von 270 m ü. NHN an der Aisch bis 356 m ü. NHN beim Roten Berg.

### Gemeindegliederung
Die Gemeinde hat vier Gemeindeteile (in Klammern ist der Siedlungstyp angegeben):
- Ailsbach (Dorf)
- Fetzelhofen (Dorf)
- Lonnerstadt (Hauptort)
- Mailach (Dorf)

Auf dem Gemeindegebiet liegen die Wüstungen Fallhaus und Sichardshof.
Es gibt die Gemarkungen Fetzelhofen, Lonnerstadt und Mailach. Die Gemarkung Lonnerstadt hat eine Fläche von 10,931 km². Sie ist in 1973 Flurstücke aufgeteilt, die eine durchschnittliche Flurstücksfläche von 5540,23 m² haben.

### Nachbargemeinden
Nachbargemeinden sind (im Norden beginnend im Uhrzeigersinn):
Wachenroth, Höchstadt an der Aisch, Uehlfeld, Vestenbergsgreuth

## Geschichte

### Bis zur Gemeindegründung
Lonnerstadt wurde am 5. Oktober 910 erstmals urkundlich erwähnt. König Ludwig IV. (genannt das Kind) bestätigte verschiedene Kauf- und Tauschgeschäfte des Eichstätter Bischofs Erchanbald mit Adeligen aus dem Raum Eichstätt. (MGH DD Die Urkunden Zwentibolds und Ludwig des Kindes Nr. 74/5) Da Ludwig IV. zehn Tage später im nur 25 Kilometer entfernten Forchheim urkundete, wird das Urkundenfragment, von dem nur Eschatokoll und Regest erhalten sind, allgemein als echt betrachtet.
Lonnerstadt liegt zusammen mit Mailach, Uehlfeld und Wachenroth in einer Ansammlung von Orten mit vorfränkisch-thüringisch geprägten Namen innerhalb eines dann in der Folge fränkisch und teilweise slawisch beeinflussten Ortsnamengebiets. Dies deutet, zusammen mit der Tatsache, dass Lonnerstadt die Urpfarrei des gesamten mittleren Aischgrunds von Uehlfeld über Höchstadt an der Aisch bis Medbach war, auf ein hohes Alter des Ortes hin. Der Kirchenpatron St. Oswald weist auf die erste Welle der angelsächsischen Mission um 720 hin. So sind zum Zeitpunkt der urkundlichen Erstnennung eine Kirche und ein adeliger Herrenhof mit Zubehör sicher anzunehmen. Die Kirche von Lonnerstadt wird gelegentlich als Slawenkirche aus der Zeit der Slawenmission Karls des Großen bezeichnet, dürfte jedoch älter sein als diese um 780 in Auftrag gegebenen Kirchen. Wachenroth und Mühlhausen im Tal der Reichen Ebrach sind jedoch gut als von Lonnerstadt abgetrennte Slawenkirchen vorstellbar.

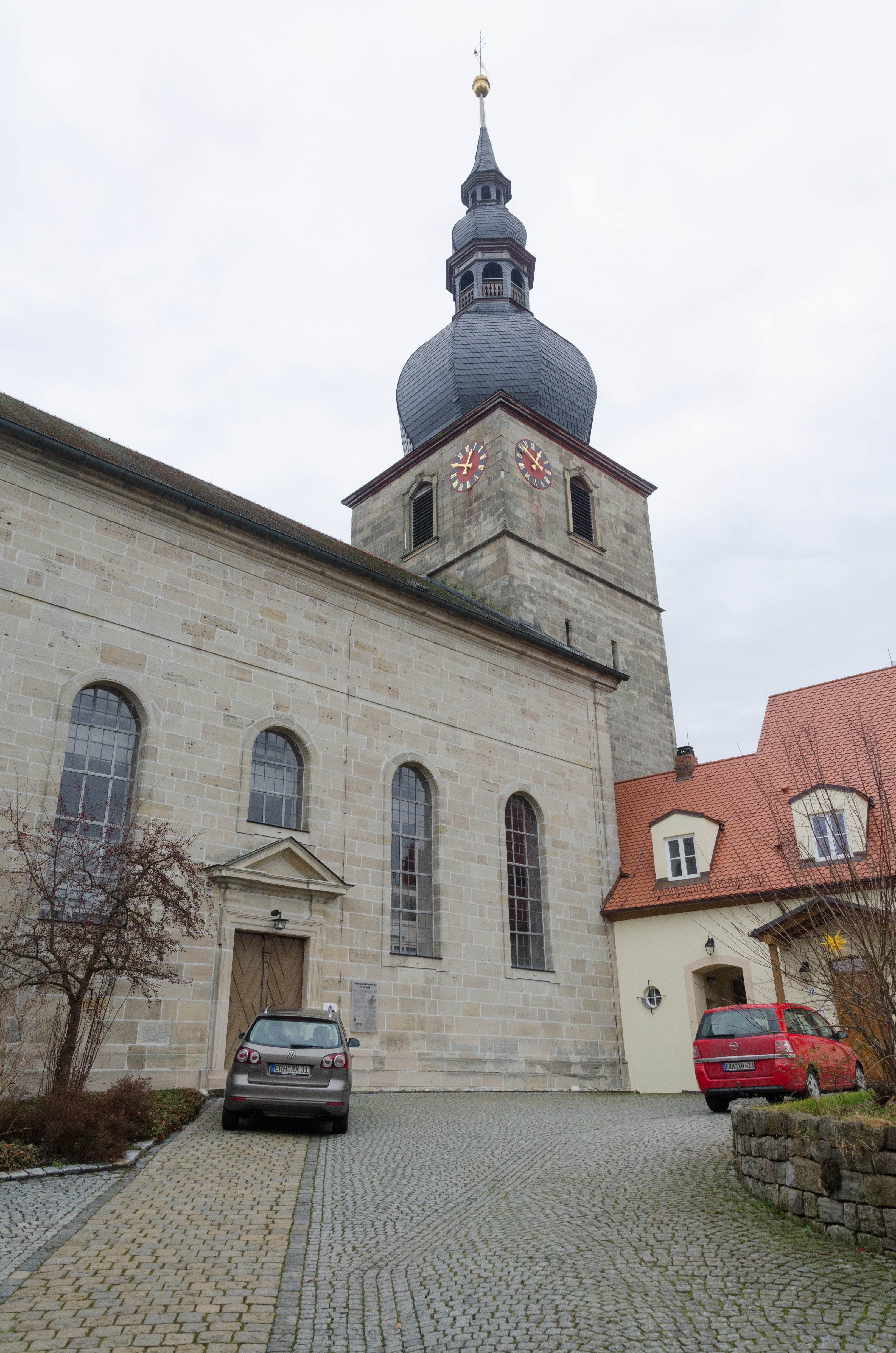
St.-Oswald-Kirche

Um 1003 erschien Lonnerstadt mit anderen Orten der Umgebung in einer Schenkung des Markgrafen Heinrich/Ezilo von Schweinfurt an das Kloster Fulda, vermutlich eine als Schenkung verschönte Zwangsabtretung nach dessen gescheitertem Aufstand gegen König Heinrich II. Es ist aber, wie alle anderen genannten Orte, nicht bei Fulda verblieben; vielmehr scheint im 11. und 12. Jahrhundert Lonnerstadt im Besitz oder zumindest unter der Gerichtshoheit der Grafen von Höchstadt gestanden zu haben. Nach dem Aussterben des letzten Grafen, Hermann von Stahleck, der in die Familie der Staufer eingeheiratet hatte und von seinem königlichen Schwager Konrad III. 1142 zum Pfalzgrafen bei Rhein ernannt worden war, kamen Höchstadt und sein Umland 1156 an das Hochstift Bamberg. Dieses hatte durchgehend die hohe Gerichtsbarkeit über Lonnerstadt. Eine Urkunde von 1135, in der Graf Goswin von Höchstadt als Zeuge auftrat, zeigt, dass auch die Würzburger Bischöfe dort Besitz an Grund und Leibeigenen hatten. Im 12. und 13. Jahrhundert erschienen örtliche Adelige als Ministerialen der Bamberger Kirche. Die bis heute erhaltene evangelische St.-Oswald-Kirche wurde über einem älteren Kern erbaut, der Turmunterbau der Chorturmkirche im 14./15. Jahrhundert, das Turmobergeschoss mit Zwiebelhaube 1715–1717, das Langhaus 1835/36.
Der Dreißigjährige Krieg traf Lonnerstadt hart, da es an einer strategisch günstigen Stelle gelegen war: Von 1619 bis 1629 diente es unterschiedlichen Truppen immer wieder als Quartier, 1631 fielen schwedische Truppen ein, 1632 plünderten und brandschatzten die kroatischen Söldner Tillys den Ort.

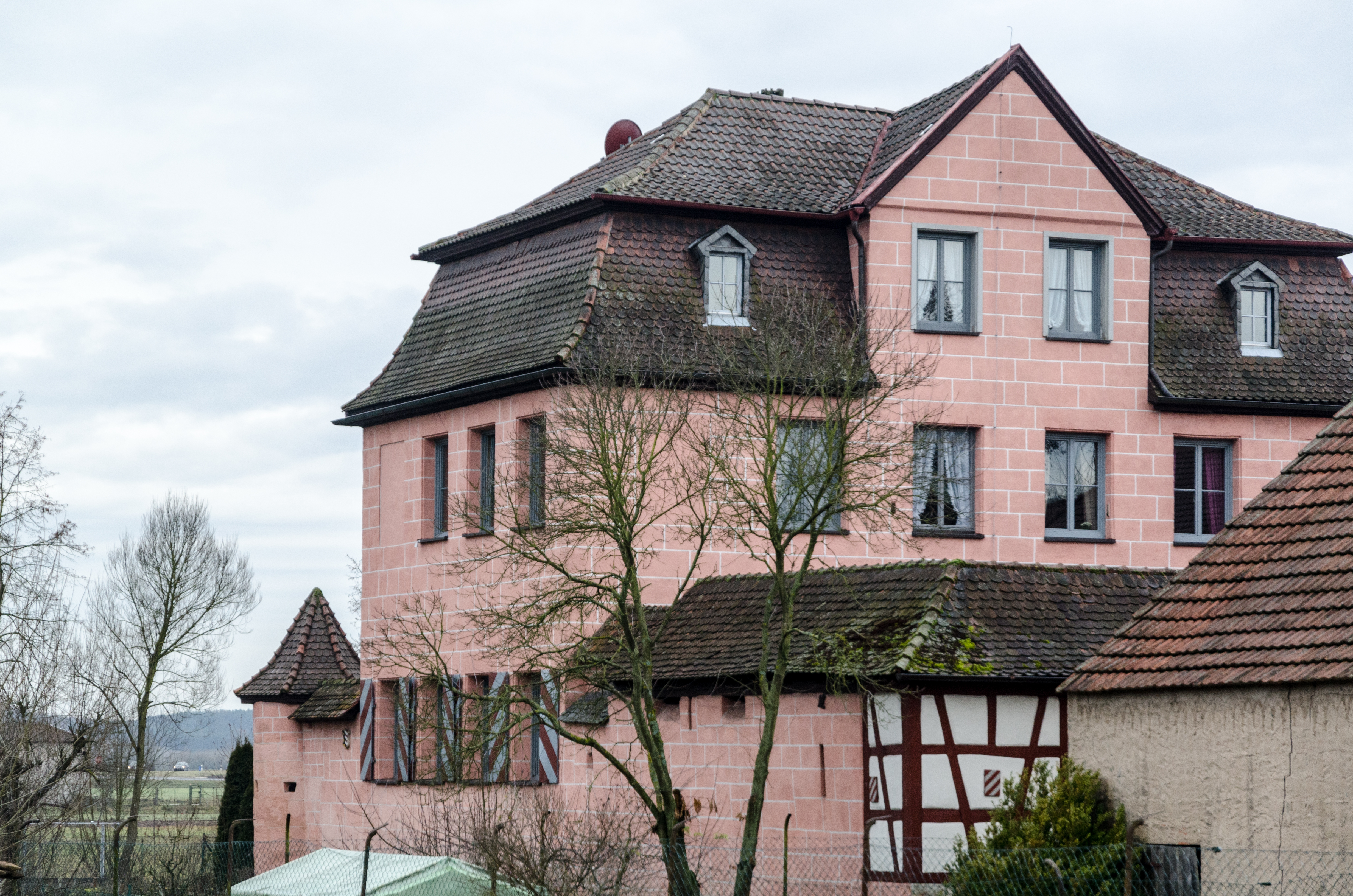
Ehemaliges Nürnberger Amtsschloss

Gegen Ende des 18. Jahrhunderts gab es in Lonnerstadt 95 Anwesen. Das Hochgericht übte das bambergische Centamt Höchstadt aus. Die Dorf- und Gemeindeherrschaft hatten das Kastenamt Höchstadt, die nürnbergische Landesalmosenamt-Vogtei Lonnerstadt und der Amtsknecht der würzburgischen Amtskellerei Schlüsselfeld. Das Kastenamt Höchstadt jedoch beanspruchte diese für sich alleine. Grundherren waren das Kastenamt Höchstadt (11 Güter, 3 Gütlein, 1 Sölde, 4 Häuser, 2 Schenkstätten, 1 Häuslein), die Vogtei Lonnerstadt (3 Höfe, 18 Sölden), der Nürnberger Eigenherr von Imhoff (2 Güter), Brandenburg-Bayreuth (Kasten- und Jurisdiktionsamt Dachsbach: 1 Schenkstätte; Klosteramt Frauenaurach: 1 Dreiviertelhof, 1 Halbhof, 1 Viertelhof, 6 Güter, 2 Häuser, 1 Mühle), die Amtskellerei Schlüsselfeld (6 Höfe, 18 Sölden), die Schönborn’sche Herrschaft Pommersfelden (1 Wirtshaus, 1 Gut, 1 Sölde), das Rittergut Vestenbergsgreuth  (5 Güter) und die Pfarrei Höchstadt (1 Hof, 1 Sölde). An gemeindlichen Gebäuden gab es 1 Sölde und 1 Haus.
1802 kam Lonnerstadt an das Kurfürstentum Bayern mit Ausnahme der Nürnberger Untertanen, die erst 1806 an Bayern fielen. Im Rahmen des Gemeindeedikts wurde 1808 der Steuerdistrikt Lonnerstadt gebildet, zu dem Ailsbach und Fetzelhofen gehörten. Mit dem Zweiten Gemeindeedikt (1818) entstanden zwei Ruralgemeinden:
- Fetzelhofen mit Ailsbach
- Lonnerstadt

Die Gemeinde Lonnerstadt war in Verwaltung und Gerichtsbarkeit dem Landgericht Höchstadt zugeordnet und in der Finanzverwaltung dem Rentamt Höchstadt. In der freiwilligen Gerichtsbarkeit unterstanden 2 Anwesen den Freiherren von Imhoff (bis 1823), 5 Anwesen dem Patrimonialgericht Vestenbergsgreuth (bis 1848) und 3 Anwesen dem PG Pommersfelden (bis 1848). Ab 1862 gehörte Lonnerstadt zum Bezirksamt Höchstadt an der Aisch (1939 in Landkreis Höchstadt an der Aisch umbenannt) und weiterhin zum Rentamt Höchstadt (1919 in Finanzamt Höchstadt umbenannt, 1929–1972: Finanzamt Forchheim, seit 1972: Finanzamt Erlangen). Die Gerichtsbarkeit blieb beim Landgericht Höchstadt (1879 in das Amtsgericht Höchstadt an der Aisch umgewandelt), von 1959 bis 1973 war das Amtsgericht Forchheim zuständig, seitdem ist es das Amtsgericht Erlangen. Die Gemeinde hatte ursprünglich eine Gebietsfläche von 11,008 km².

### Eingemeindungen
Im Zuge der Gebietsreform in Bayern wurde am 1. Januar 1972 die Gemeinde Fetzelhofen eingegliedert. Mailach kam am 1. Mai 1978 hinzu.

### Einwohnerentwicklung
Gemeinde Lonnerstadt
| Jahr      | 1987   | 1991 | 1995 | 2000 | 2005 | 2010   | 2015   | 2016   | 2017   |
| Einwohner | 1608   | 1724 | 1828 | 1908 | 1958 | 1987   | 1998   | 2010   | 2013   |
| Häuser    | 458    |      |      |      |      |        | 645    | 650    | 652    |
| Quelle    | [ 20 ] |      |      |      |      | [ 21 ] | [ 21 ] | [ 21 ] | [ 21 ] |

Ort Lonnerstadt (= Gemeinde Lonnerstadt bis 1972)
| Jahr      | 1819   | 1840   | 1852   | 1855   | 1861   | 1867   | 1871   | 1875   | 1880   | 1885   | 1890   | 1895   | 1900   | 1905   | 1910   | 1919   | 1925   | 1933   | 1939   | 1946   | 1950   | 1952   | 1961   | 1970   | 1987   | 2021   |
| Einwohner | 821    | 934    | 942    | 900    | 908    | 913    | 904    | 895    | 952    | 923    | 885    | 859    | 815    | 837    | 811    | 817    | 755    | 818    | 793    | 1173   | 1104   | 1062   | 1003   | 972    | 1193   | 1477   |
| Häuser    |        |        |        |        |        |        | 175    |        |        | 163    | 156    |        | 160    |        |        |        | 160    |        |        |        | 173    |        | 202    |        | 330    |        |
| Quelle    | [ 22 ] | [ 23 ] | [ 23 ] | [ 23 ] | [ 24 ] | [ 25 ] | [ 26 ] | [ 27 ] | [ 28 ] | [ 29 ] | [ 30 ] | [ 23 ] | [ 31 ] | [ 23 ] | [ 32 ] | [ 23 ] | [ 33 ] | [ 23 ] | [ 23 ] | [ 23 ] | [ 34 ] | [ 23 ] | [ 16 ] | [ 35 ] | [ 20 ] | [ 36 ] |

## Politik

### Marktgemeinderat
Der Marktgemeinderat von Lonnerstadt hat vierzehn Mitglieder, dazu kommt noch der Bürgermeister.
|      | CSU – Bürgerblock | SPD und UBL Lonnerstadt | FW | Freie Wählergruppe Ailsbach | Wählergemeinschaft Fetzelhofen | Gesamt   |
| 2020 | 2                 | 4                       | 5  | 1                           | 2                              | 14 Sitze |

(Stand: Kommunalwahl am 15. März 2020)

### Bürgermeister
Bei der Kommunalwahl vom 15. März 2020 wurde Regina Bruckmann (Freie Wähler) zur Ersten Bürgermeisterin gewählt. Sie trat die Nachfolge ihres Parteikollegen Stefan Himpel an, der die Amtsgeschäfte seit 2014 geführt hatte und zur Wahl nicht mehr angetreten war. Himpels Vorgänger war von 2002 bis 2014 der CSU-Politiker Theo Link.

### Wappen und Flagge
Wappen
| Wappen von Lonnerstadt | Blasonierung: „In Rot eine gestielte goldene Hopfendolde.“ |
| Wappen von Lonnerstadt | Wappenbegründung: Die Hänge entlang der Weißach eignen sich mit ihren Lehmböden hervorragend für den Hopfenanbau. Darauf weist die Hopfendolde im Wappen, die in einem Siegel und einem Signet mit den Initialen des Ortsnamens aus dem 17. Jahrhundert als Bild überliefert ist. 1819 legte man die Feldfarbe Rot fest. Das Wappen geriet in Vergessenheit. Seit 1954 wird es wieder geführt. |

Flagge
Die Gemeindeflagge ist rot-weiß.

### Verwaltung
Die Gemeinde ist Mitglied der Verwaltungsgemeinschaft Höchstadt an der Aisch.

## Baudenkmäler
- Rathaus (Lonnerstadt)

## Wirtschaft und Infrastruktur
Die Gemeindesteuereinnahmen betrugen im Jahr 1999 umgerechnet 837.000 €, davon waren umgerechnet 153.000 Gewerbesteuereinnahmen (netto).

### Wirtschaft
Im Jahr 2020 gab es nach der amtlichen Statistik im Bereich der Land- und Forstwirtschaft neun, im produzierenden Gewerbe 48 und im Bereich Handel und Verkehr 114 sozialversicherungspflichtig Beschäftigte am Arbeitsort. In sonstigen Wirtschaftsbereichen lag dieser Wert bei 49 Personen. Sozialversicherungspflichtig Beschäftigte am Wohnort gab es 986. Im verarbeitenden Gewerbe gab es keine, im Bauhauptgewerbe einen Betrieb. Zudem bestanden im Jahr 2016 37 landwirtschaftliche Betriebe mit einer landwirtschaftlich genutzten Fläche von 1971 Hektar, davon waren 1393 Hektar Ackerfläche und 578 Hektar Dauergrünfläche.

### Verkehr
Die Bundesstraße 470 verläuft über Mailach nach Uehlfeld (5 km südwestlich) bzw. über Höchstadt und Gremsdorf zur Anschlussstelle 80 der A 3 (6 km östlich). Die Kreisstraße ERH 18 verläuft nach Unterwinterbach (2,8 km westlich) bzw. die B 470 kreuzend nach Sterpersdorf (2 km südöstlich). Eine Gemeindeverbindungsstraße verläuft nach Höchstadt zur Staatsstraße 2763 (2 km östlich).

### Tourismus
Lonnerstadt gehört zur Naturregion Naturpark Steigerwald. Der Aischtalradweg von Rothenburg nach Bamberg führt durch Lonnerstadt. Es gibt eine Bierstraße, die mehrere Brauereien in der Umgebung verbindet.

### Kultur
Im Januar 1862 wurde der Gesangverein Markt Lonnerstadt 1862 gegründet und ist somit der älteste Verein der Gemeinde.

### Bildung
Lonnerstadt hat folgende Einrichtungen:
- Eine Kindertagesstätte mit 2 Krippengruppen und 3 Regelgruppen
- Eine Grundschule mit ca. 100 Schülern

(Stand 2020)

## Persönlichkeiten
- Christoph Riegel (1648–1714), Kupferstecher, Buchhändler und Verleger